# اناندراوی
اناندراوی (به لاتین: Anandravy) یک سکونتگاه مسکونی در ماداگاسکار است که در آتسیمو-آتسینانانا واقع شده‌است.

## خصوصیات
اناندراوی ۴٬۰۰۰ نفر جمعیت دارد و ۱۶۵ متر بالاتر از سطح دریا واقع شده‌است.